# Melitta udmurtica
Melitta udmurtica is een vliesvleugelig insect uit de familie Melittidae. De wetenschappelijke naam van de soort is voor het eerst geldig gepubliceerd in 1986 door Sitdikov.